# Нагар, Шалом
Шалом Нага́р (ивр. שלום נגר‎; ок. 1936—1938, Йемен — 26 ноября 2024, Холон, Израиль) — сотрудник Управления тюрем Израиля, который лично казнил через повешение Адольфа Эйхмана. Вопреки широко распространённому мнению, что Нагар был первым человеком, приведшим в исполнение смертный приговор в современном Государстве Израиль, на самом деле он стал вторым — подобный приговор в Израиле впервые был приведен в исполнение в 1948 году, когда был казнен капитан Меир Тувианский, признанный виновным в измене во время Войны за независимость и впоследствии реабилитированный.
Личность Шалома Нагара держалась в секрете в течение тридцати лет из-за опасений мести со стороны неонацистов, пока не была раскрыта журналистами в 1992 году.

## Ранний период жизни
Нагар родился в Йемене примерно в 1936—1938 годах. Он потерял родителей в возрасте восьми лет, когда они погибли во Второй мировой войне, и переехал в Израиль сиротой в 1948 году. Сначала он жил в лагере репатриантов, а затем переехал в Рош-ха-Аин.
Происходил из религиозной семьи, позже отошёл от религии, а затем вернулся к ортодоксальному иудаизму.
До поступления на службу в израильскую пенитенциарную службу Нагар служил в парашютно-десантной бригаде Армии обороны Израиля и работал в пограничной полиции.

## Охранник Эйхмана
Нагар работал офицером в тюрьме Рамле в начале 1960-х годов, когда Адольф Эйхман был схвачен в Аргентине в 1960 году, предан суду в Израиле за его роль в Холокосте и содержался в этой тюрьме.
Нагар был одним из 22 тщательно отобранных охранников Эйхмана. Премьер-министр того времени Давид Бен-Гурион позаботился о том, чтобы охранники Эйхмана были сефардами, поскольку считал, что ашкеназские евреи, чьи родные были убиты во время Холокоста, будут лично заинтересованы причинить вред заключённому. В течение шести месяцев до суда наблюдение за пресечением самоубийства Эйхмана было ключевой обязанностью Нагара. Также он был обязан проверять пищу, которую давали заключённому, из-за опасений, что кто-то попытается его отравить до официальной казни.
После вынесения Эйхману смертного приговора в декабре 1961 года Нагар был по жребию выбран для исполнения казни. Он не стремился получить это поручение, но согласился выполнить его после просмотра фотографий зверств нацистов против еврейских детей во время Холокоста. В 2005 году Нагар заявил в интервью СМИ: «Это так меня потрясло, что я согласился сделать то, что нужно было сделать».
В то время, когда пришёл срок приведения приговора в исполнение, Нагар был в отпуске. Из-за секретности вокруг казни командир Нагара подъехал к нему, когда тот шёл с женой по улице, и без объяснений затолкал в машину.
Казнь через повешение состоялась между 30 мая и 1 июля 1962 года. Нагар рассказывал, что подошёл к виселице, когда у Эйхмана петля была уже на шее, и он стоял на люке. Хотя официальный отчёт гласит, что было два человека, которые одновременно дёрнули рычаг, чтобы привести в исполнение казнь, Нагар не помнил, чтобы там был кто-то ещё. Он сказал, что посмотрел в глаза Эйхмана, прежде чем дёрнуть рычаг. Через час Нагар вынул из петли труп повешенного и отвёз его в печь для кремации.
Прах Эйхмана позже был высыпан в Средиземное море за пределами территориальных вод Израиля. Планировалось, что именно Нагар отвезёт его в порт, но он был настолько травмирован повешением, что его отвели домой, а с прахом разобралась полиция. В последующие годы Нагар страдал от посттравматического стрессового расстройства.

## Последующие годы
После работы в Рамле Нагар перевёлся в тюрьму в Хевроне.
Затем Нагар вернулся к иудаизму и учился в иешиве в Кирьят-Арбе. К середине семидесятых он начал работать резником в Холоне.
В 1980-х годах Нагара спросили, осуществит ли он казнь Ивана Демьянюка, но он отказался, заявив, что у него уже «достаточно травм». Но в 2011 году Нагар заявил, что правильно было бы казнить двух арабов, убивших семью Фогель (родителей и трёх маленьких детей) в посёлке Итамар: «Я смотрел телевизор, вспоминал Эйхмана и думал, что если их приговорят к казни и мне предложат её исполнить, то я с радостью это сделаю».
Личность Нагара как палача Эйхмана держалась в секрете в течение 30 лет из-за опасений преследований со стороны неонацистов, пока она не была обнаружена и раскрыта журналистами в 1992 году. В это время Нагар жил в Кирьят-Арбе. Он сказал, что поклялся хранить тайну о казни, но после того, как глава Моссада Иссер Харель опубликовал книгу о поимке Эйхмана, он перестал быть связанным клятвой и открыто заявил: «Я был вовлечён в великую мицву уничтожения Амалека».
В 2004 году, когда немецкое СМИ попросило Нагара дать интервью, он настоял, чтобы это проходило в его колеле. Газета описывает «еврейский учебный зал» как «не тихое место… с кучами книг… и громкими спорящими голосами». Когда немецкий репортёр спросил, почему он хочет давать интервью в такой шумной обстановке, Нагар ответил, что хотел, «чтобы любое телевизионное интервью, которое посмотрят миллионы немцев, показало, что еврейский народ процветает на ценностях, культуре и традициях, которые Гитлер и Эйхман […] хотели уничтожить».
В старости Нагар жил в скромных условиях и собирал пожертвования домам престарелых для переживших Холокост.
Нагар умер в Холоне 26 ноября 2024 года в возрасте 88 лет.

## СМИ
О Нагаре был создан документальный фильм 2010 года «Hatalyan» («Палач»), снятый Авигейл Спербер и Нетали Браун. Фильм получил награду за лучший документальный фильм на Международном кинофестивале в Хайфе. Рене Герт-Занд написала для издания The Forward, что после просмотра «Hatalyan» «трудно не думать о Шаломе Нагаре как о Форресте Гампе Израиля». Она объяснила: «Как и персонаж, которого играет Том Хэнкс, Нагар невероятным образом оказывается в гуще исторических событий и встречает известных (печально известных, на самом деле) людей».
Немецкоязычная новеллизация его истории, Nagars Nacht («Ночь Нагара»), также была переведена на английский язык и опубликована под названием «Палач Эйхмана».

## Видео
- The Hangman - a documentary, trailer (англ.).